# Ginástica artística nos Jogos Pan-Americanos de 2015 - Salto feminino
A competição do salto feminino foi um dos eventos da ginástica artística nos Jogos Pan-Americanos de 2015. Foi disputada no Toronto Coliseum no dia 14 de julho. 

## Calendário
Horário local (UTC-4).
| Data        | Horário | Fase  |
| ----------- | ------- | ----- |
| 14 de julho | 13:35   | Final |

## Medalhistas
| Ouro   | CUB Marcia Videaux |
| Prata  | DOM Yamilet Peña   |
| Bronze | CAN Ellie Black    |

## Resultados

### Qualificação
| Pos. | Ginasta              | Salto 1 | Salto 2 | Média  | Notas |
| ---- | -------------------- | ------- | ------- | ------ | ----- |
| 1    | CUB Marcia Videaux   | 14.850  | 15.050  | 14.950 | Q     |
| 2    | PUR Paula Mejias     | 14.900  | 14.600  | 14.750 | Q     |
| 3    | DOM Yamilet Peña     | 15.100  | 13.900  | 14.500 | Q     |
| 4    | CAN Ellie Black      | 14.400  | 14.100  | 14.250 | Q     |
| 5    | CAN Maegan Chant     | 14.250  | 14.050  | 14.150 | Q     |
| 6    | CHI Franchesca Santi | 14.300  | 13.750  | 14.025 | Q     |
| 7    | BRA Daniele Hypólito | 14.300  | 13.600  | 13.950 | Q     |
| 8    | CHI Makarena Pinto   | 13.850  | 14.000  | 13.925 | Q     |
| 9    | PAN Isabella Amado   | 14.050  | 13.500  | 13.775 | R     |
| 10   | CUB Dovelis Torres   | 14.300  | 12.900  | 13.600 | R     |
| 11   | PER Ariana Orrego    | 13.850  | 13.300  | 13.575 | R     |

### Final
| Pos.              | Ginasta              | Salto 1 | Salto 2 | Média  | Notas |
| ----------------- | -------------------- | ------- | ------- | ------ | ----- |
| Medalha de ouro   | CUB Marcia Videaux   | 14.575  | 14.900  | 14.737 |       |
| Medalha de prata  | DOM Yamilet Peña     | 14.500  | 14.000  | 14.250 |       |
| Medalha de bronze | CAN Ellie Black      | 13.925  | 14.250  | 14.087 |       |
| 4                 | BRA Daniele Hypólito | 13.975  | 14.150  | 14.062 |       |
| 4                 | CAN Maegan Chant     | 14.325  | 13.800  | 14.062 |       |
| 6                 | CHI Franchesca Santi | 14.500  | 13.425  | 13.962 |       |
| 7                 | CHI Makarena Pinto   | 13.875  | 13.950  | 13.912 |       |
| 8                 | PUR Paula Mejias     | 0.000   | 12.225  | 6.112  |       |